# Leucauge subtessellata
Leucauge subtessellata är en spindelart som beskrevs av Zhu, Song och Zhang 2003. Leucauge subtessellata ingår i släktet Leucauge och familjen käkspindlar. Inga underarter finns listade i Catalogue of Life.